# وینسنت فرناندز (بازیکن فوتبال، زاده ۱۹۸۶)
وینسنت فرناندز (انگلیسی: Vincent Fernandez؛ زادهٔ ۱۹ سپتامبر ۱۹۸۶) بازیکن فوتبال اهل فرانسه است.
از باشگاه‌هایی که در آن بازی کرده‌است می‌توان به باشگاه فوتبال وایکام واندررز، باشگاه فوتبال بلکپول، باشگاه فوتبال ناتینگهام فارست، و باشگاه فوتبال گرایس اتلتیک اشاره کرد.